# Паллотта, Гульельмо
Гульельмо Паллотта (итал. Guglielmo Pallotta; 13 ноября 1727, Мачерата, Папская область — 21 сентября 1795, Рим, Папская область) — итальянский куриальный кардинал. Секретарь Священной Конгрегации хорошего управления с ноября 1770 по май 1773. Генеральный казначей Апостольской Палаты с мая 1773 по 23 июня 1777. Про-генеральный казначей Апостольской Палаты с 23 июня 1777 по февраль 1785. Префект Священной Конгрегации Тридентского собора с 1 июля 1785 по 21 сентября 1795. Камерленго Священной Коллегии кардиналов с 29 января 1787 по 10 марта 1788. Кардинал-священник с 23 июня 1777, с титулом церкви Сан-Эузебио с 28 июля 1777 по 23 сентября 1782. Кардинал-священник с титулом церкви Санта-Мария-дельи-Анджели-э-деи-Мартири с 23 сентября 1782.